# Foster's Home for Imaginary Friends
Foster's Home for Imaginary Friends (também conhecido no Brasil por A Mansão Foster para Amigos Imaginários) é uma série de desenho animado estadunidense produzida e exibida pelo Cartoon Network e criada por Craig McCracken, o mesmo criador de As Meninas Superpoderosas. Foi produzido pela Cartoon Network Studios como o primeiro programa da emissora que utilizava o Adobe Flash para a animação. A série é situada em um mundo no qual amigos imaginários existem em conjunto com os humanos, ele se concentra em um menino chamado Mac que é pressionado por sua mãe a abandonar seu amigo imaginário Bloo. A dupla conhece uma espécie de orfanato dedicado ao abrigo de amigos imaginários abandonados, Bloo muda-se para o local e é impedido de ser adotado contanto que Mac vá visita-lo diariamente. Os episódios giram em torno de Mac e Bloo enquanto interagem com outros amigos imaginários e funcionários da casa e vivem suas aventuras cotidianas, muitas vezes ficando presos em várias situações.
O criador da série Craig McCracken baseou-se na animação depois de adotar dois cães em um abrigo de animais utilizando o mesmo conceito para amigos imaginários. A série estreou em 13 de agosto de 2004 no Cartoon Network estadunidense e em 2005 no Cartoon Network Brasil e em Portugal como um filme de televisão de 90 minutos. Em 20 de agosto, começou sua execução normal de episódios de 20 a 30 minutos às sextas-feiras, às 19h. A série foi finalizada em 3 de maio de 2009, com um total de seis temporadas e setenta e nove episódios. McCracken deixou a Cartoon Network logo após o fim da série.
A Mansão Foster para Amigos Imaginários tornou-se uma das séries originais mais bem sucedidas do Cartoon Network e recebeu elogios da crítica e da indústria, incluindo 5 Annie Awards e 7 Emmy Awards, ganhando um total de doze prêmios de trinta e cinco indicações. Desde então, foi nomeado pela Entertainment Weekly como um dos melhores programas do Cartoon Network e pela IGN em sua lista de melhores séries animadas no número 85.

## Sinopse
O desenho conta a história de um menino de oito anos chamado Mac, que foi obrigado a abandonar seu amigo imaginário, Bloo, porque sua mãe achava que Mac já estava velho demais para ter um amigo imaginário. Com medo de perder o seu melhor amigo, Bloo vê um comercial na televisão sobre um abrigo para amigos imaginários. Logo, ele decide levar Mac para conhecer a Mansão Foster. Na mansão, eles conhecem vários amigos, como, Minguado, Eduardo e Coco, mas acabam descobrindo que Bloo pode ser adotado, caso fique na mansão.
Sem outra opção, Mac decide deixar Bloo na mansão, depois de muita confusão com Terrível e a amiga imaginária Duquesa. A Madame Foster deixa Bloo viver na mansão contanto que Mac venha visitá-lo todos os dias, sem Bloo ser adotado.

## Conceito
O desenho fala sobre amigos imaginários que se tornam seres físicos no instante em que são imaginados por crianças. Infelizmente para tais amigos, as crianças livram-se deles em torno de 7–8 anos. Para isso, foi criada a Mansão Foster, que serve para abrigar amigos abandonados pelos seus donos.
Existem (de acordo com o episódio "Setting A President") 1 340 amigos imaginários na mansão, no entanto, no final de "Emancipation Complication" Madame Foster afirma que existem 2038 amigos imaginários que atualmente residem na casa, sem contar Bloo e Mr. Herriman (Sr. Coelho), amigo imaginário de Madame Foster, o qual ela nunca abandonou. O lema da casa é "onde boas ideias não são esquecidas".
A inspiração veio quando Craig McCracken e sua esposa Lauren Faust adotaram dois cães em um abrigo para adoção de animais. McCracken então passou a imaginar como seriam as coisas se houvesse um lugar para essas figuras da infância.

## Dubladores (Brasil)
- Mac - Diogo Ferreira (1a até a 5a temporada) e Yan Gesteira (6a temporada)
- Blu - Luís Sérgio Vieira
- Minguado - Felipe Grinnan e Reginaldo Primo
- Frankie - Iara Riça
- Eduardo - Guilherme Briggs
- Duquesa - Sheila Dorfman
- Jackie - Pietro Mário
- Sr. Coelho - Orlando Drummond
- Madame Foster - Carmem Sheila
- Fluffer Nutter - Flávia Saddy

## Prêmios

### Annie Awards
A mostra foi nomeada para quatro Annie Awards em 2004, e mais cinco em 2005, ganhando dois prêmios nesse ano na categoria de Melhor Canção Original, em uma série televisiva (James L. Venable e Jennifer Kes Remington para "Duchess of Wails") e produção em Design um de série animada (McCracken com Mike Moon, David Martin e Dunnet Ansolabehere para o Natal episódio "A Lost Claus"). Outras cinco indicações vieram em 2006, com três vitórias como Melhor Produção de Animação Televisiva, Melhor Música Original e Produção Design em uma série de televisão (Ansolabehere pelo episódio "Good Wilt Hunting"). Venable e Remington foram indicados para a sua música original em uma série de TV por "The Bloo Superdude and the Magic Potato of Power".

### Emmy Awards
A série ganhou um total de cinco Emmy Awards. O episódio "House of Bloo's" ganhou dois Emmy Awards por direção de arte (Mike Lua) e desenho caráter (Craig McCracken). "World Wide Wabbit" ganhou um Emmy de melhor storyboard (Ed Baker). O a música-tema (descrito por McCracken como "psicodélico caricato" e escrito por Venable) foi nomeada para Melhor Tema de televisão, em 2005, mas perdeu para Danny Elfman do tema de Desperate Housewives. O episódio "Go Goo Go" foi nomeada na categoria de Melhor Programa Animado, em 2006, e Character Design supervisor Shannon Tindle ganhou um Emmy no mesmo ano por esse mesmo episódio. O episódio de 2006 "Good Wilt Hunting", foi nomeado em 2007 para Melhor Animação Programa de Uma hora ou mais, mas perdeu para o Camp Lazlo com o episódio "Where's Lazlo?". No entanto, David Dunnet ganhou um Emmy pela concepção desse episódio.

## Personagens

### Mac
Mac um garoto de oito anos esperto, criativo, mas muito tímido. Seu melhor amigo é Bloo que ele mesmo criou. Mac vive sendo atormentado por seu irmão mais velho, conhecido como Terrível.

### Bloo
Bloo tem uma personalidade muito forte. Além de apresentar ter muita energia (por exemplo, nos episódios Um Dia Apertado e Crime à Crime) e acredita que merece elogios tendo frequentemente ilusões de grandeza (por exemplo, nos episódios Bloo Pare-o e A Esperteza do Bloo). Ele é imaturo, egoísta, egocêntrico e narcisista, apesar disso, tem um bom coração. Quando o Bloo foi criado era para ter uma personalidade doce, delicada e amável, fazendo de tudo para proteger seu melhor amigo, Mac.

### Minguado
Ele perdeu o braço direito e a visão do olho esquerdo em um jogo de basquete há uns 30 anos, mas é o mais otimista e gentil da casa, e provavelmente o mais alto, também. A palavra mais frequente em seu vocabulário é "desculpe". Mesmo sem um braço, ainda é um ótimo jogador. Foi criado em homenagem ao jogador de basquete Wilt Chamberlain.

### Eduardo
Eduardo é muito medroso, apesar da aparência monstruosa. Foi imaginado por uma garota que morava em um bairro perigoso, e que atualmente é uma policial. Curioso que no episódio "A Nova Casa de Bloo - 1.ª parte", ele diz ter muito medo de moscas; no episódio "O Dia de Adoção", ele fica furioso e estressado com uma aranha de pelúcia. Eduardo tem por comida preferida batata frita e fala com um sotaque espanhol.

### Coco
Coco é uma mistura de coqueiro, avião e galinha que põe ovos de plástico coloridos com surpresas (como os do Kinder Ovo). Ela é maluca e só sabe dizer "Coco". Parece estranho, mas ela tem medo de voar.

## Episódios
A série possui 79 episódios distribuídos em seis temporadas que foram ao ar de 2004 até 2009. A série estreou originalmente em 13 de agosto de 2004 no Cartoon Network e em 2005 no Cartoon Network (Brasil), com o episódio piloto de 90 minutos "House of Bloo's", e terminou em 3 de maio de 2009, com o episódio "Goodbye to Bloo". Curtas animados foram ao ar de 2006 a 2007.
| Temporada | Temporada | Episódios | Episódios | Originalmente exibido | Originalmente exibido  |
| Temporada | Temporada | Episódios | Episódios | Estreia da temporada  | Final da temporada     |
| --------- | --------- | --------- | --------- | --------------------- | ---------------------- |
|           | 1         | 13        | 13        | 13 de agosto de 2004  | 22 de outubro de 2004  |
|           | 2         | 13        | 13        | 21 de janeiro de 2005 | 15 de julho de 2005    |
|           | 3         | 14        | 14        | 22 de julho de 2005   | 24 de março de 2006    |
|           | 4         | 13        | 13        | 28 de abril de 2006   | 23 de novembro de 2006 |
|           | Curtas    | 18        | 18        | 7 de julho de 2006    | 7 de agosto de 2007    |
|           | 5         | 13        | 13        | 4 de maio de 2007     | 6 de março de 2008     |
|           | 6         | 13        | 13        | 13 de março de 2008   | 3 de maio de 2009      |

## Produtos
No Brasil não existem muitos produtos deste desenho. Podemos encontrar pelúcias (que são raras em lojas) e sucos com desenhos e jogos dos personagens. Em 2007, a rede de lanchonetes McDonald's distribuiu como brinde do Happy Meal um boneco do Bloo e do Mac. Também havia outros personagens do Cartoon Network. Os brindes podem ser encontrados à venda pela internet. Também foi lançado um volume único em DVD contendo os primeiros episódios da 1.ª temporada.